# Formetanat
Formetanat ist eine chemische Verbindung aus der Gruppe der Amidine und Carbamate.

## Gewinnung und Darstellung
Formetanat kann durch Reaktion von m-Aminophenol mit Dimethylformamid, Phosphoroxychlorid und Methylisocyanat unter Einwirkung von Salzsäure gewonnen werden.

## Eigenschaften
Formetanat ist ein farbloser bis gelblicher Feststoff mit schwachem Geruch. Er zersetzt sich bei Erhitzung über 200–202 °C. Im Boden, unter Einwirkung von UV-Licht und in Lösung zersetzt sich die Verbindung rasch, wobei je nach Abbaubedingungen unter anderem 3-Aminophenol und Formaminophenol entstehen.

## Verwendung
Formetanat wird als Insektizid und Akarizid gegen Spinnmilben und einige Insekten (Diptera, Hemiptera und Thysanoptera) bei Früchten, Gemüse und Alfalfa verwendet. Es ist ein schwacher Cholinesterase-Hemmer. Formetanat war zwischen 1969 und 1991 in der BRD zugelassen.
In die Schlagzeilen geriet die Verbindung als 2008 Rückstände in Erdbeeren nachgewiesen wurden, die jedoch in ihrer Menge laut Aussage des Bundesinstituts für Risikobewertung unbedenklich waren.

## Zulassung
In der Europäischen Union kann Formetanat seit Oktober 2007 für Anwendungen als Insektizid und Akarizid zugelassen werden.
In Deutschland und einigen südeuropäischen Staaten bestehen Zulassungen für Präparate mit Formatanat. In Österreich und der Schweiz sind keine Pflanzenschutzmittel mit diesem Wirkstoff zugelassen.